# Пфеферс
Пфеферс (нім. Pfäfers) — громада  в Швейцарії в кантоні Санкт-Галлен, виборчий округ Зарганзерланд.

## Географія
Громада розташована на відстані близько 160 км на схід від Берна, 50 км на південь від Санкт-Галлена.
Пфеферс має площу 128,5 км², з яких на 1,1% дозволяється будівництво (житлове та будівництво доріг), 27,5% використовуються в сільськогосподарських цілях, 31,4% зайнято лісами, 40% не є продуктивними (річки, льодовики або гори).

## Демографія

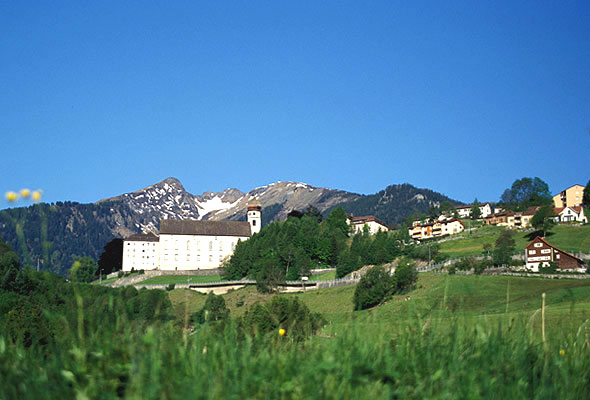
Монастир

2019 року в громаді мешкало 1556 осіб (-1% порівняно з 2010 роком), іноземців було 11,4%. Густота населення становила 12 осіб/км².
За віковим діапазоном населення розподілялося таким чином: 20,4% — особи молодші 20 років, 58,5% — особи у віці 20—64 років, 21,1% — особи у віці 65 років та старші. Було 674 помешкань (у середньому 2,3 особи в помешканні).
Із загальної кількості 1283 працюючих 122 було зайнятих в первинному секторі, 99 — в обробній промисловості, 1062 — в галузі послуг.

## Психіатричний госпіталь

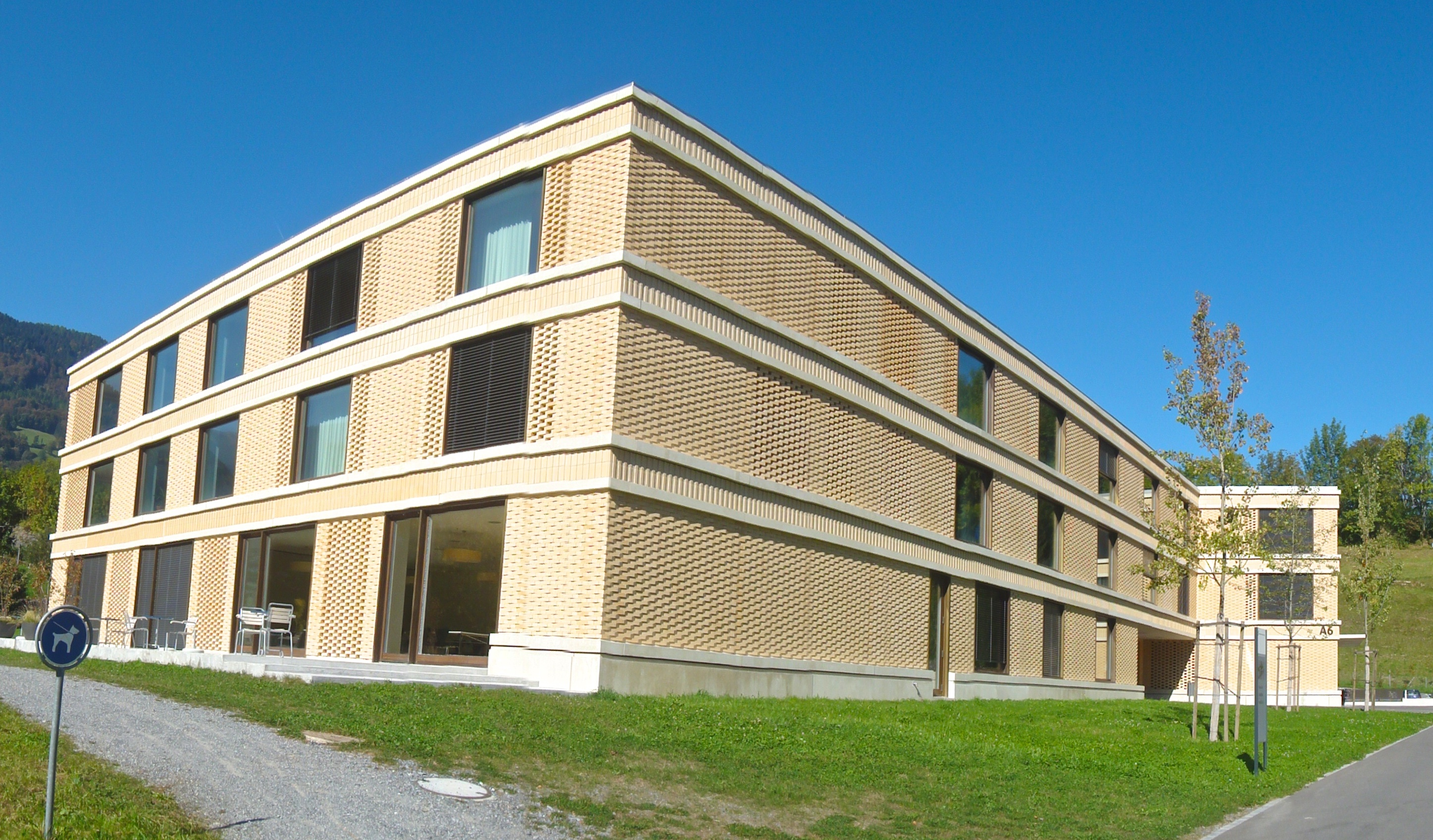
Госпіталь St. Pirminsberg, корпус A6

У селі Пфеферс знаходиться психіатричний госпіталь.

## Транспорт
Із Бадрагацу до Феттіса через Пфеферс їздить автобус №451.

## Галерея

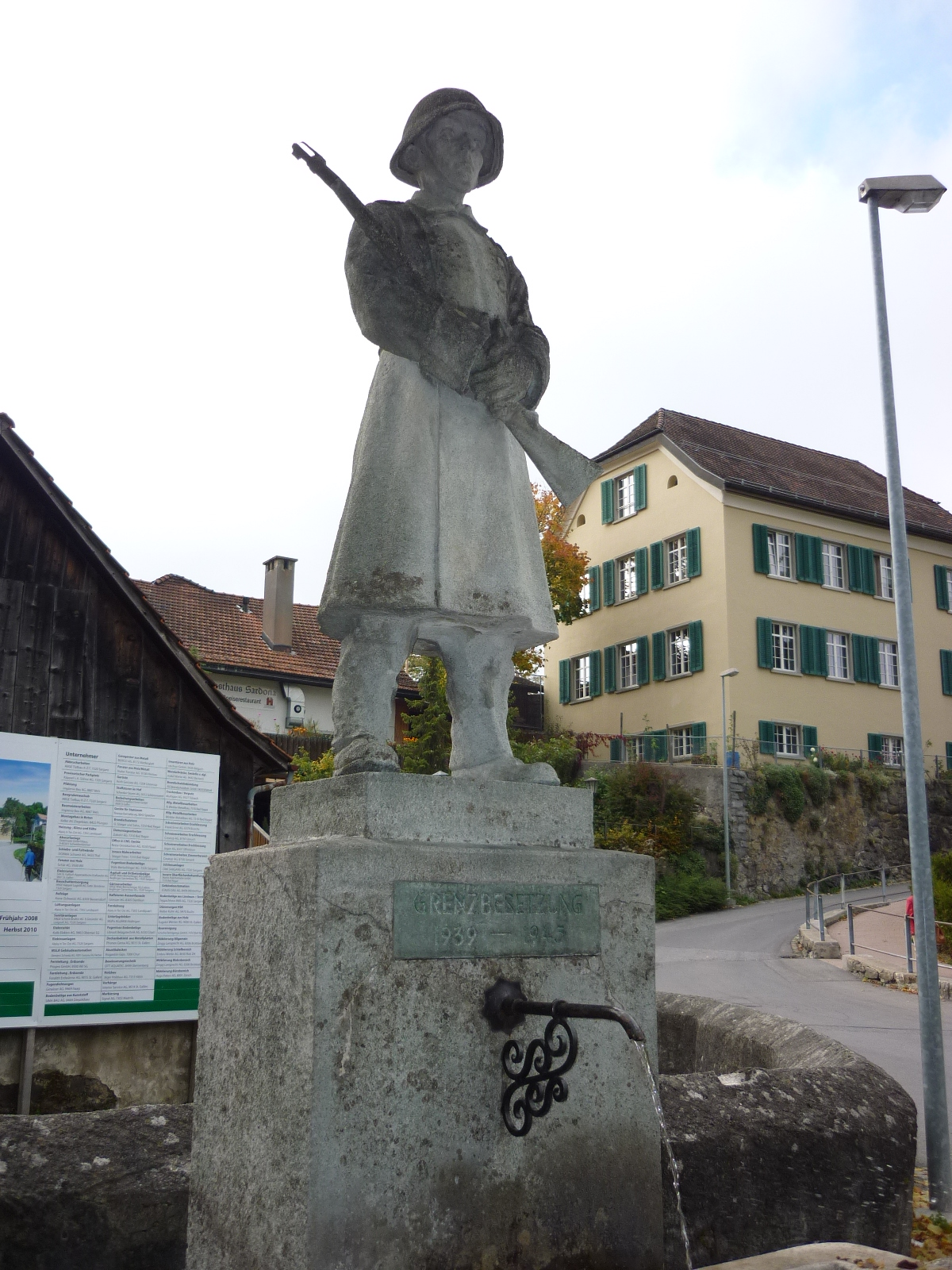
Пам'ятник солдату
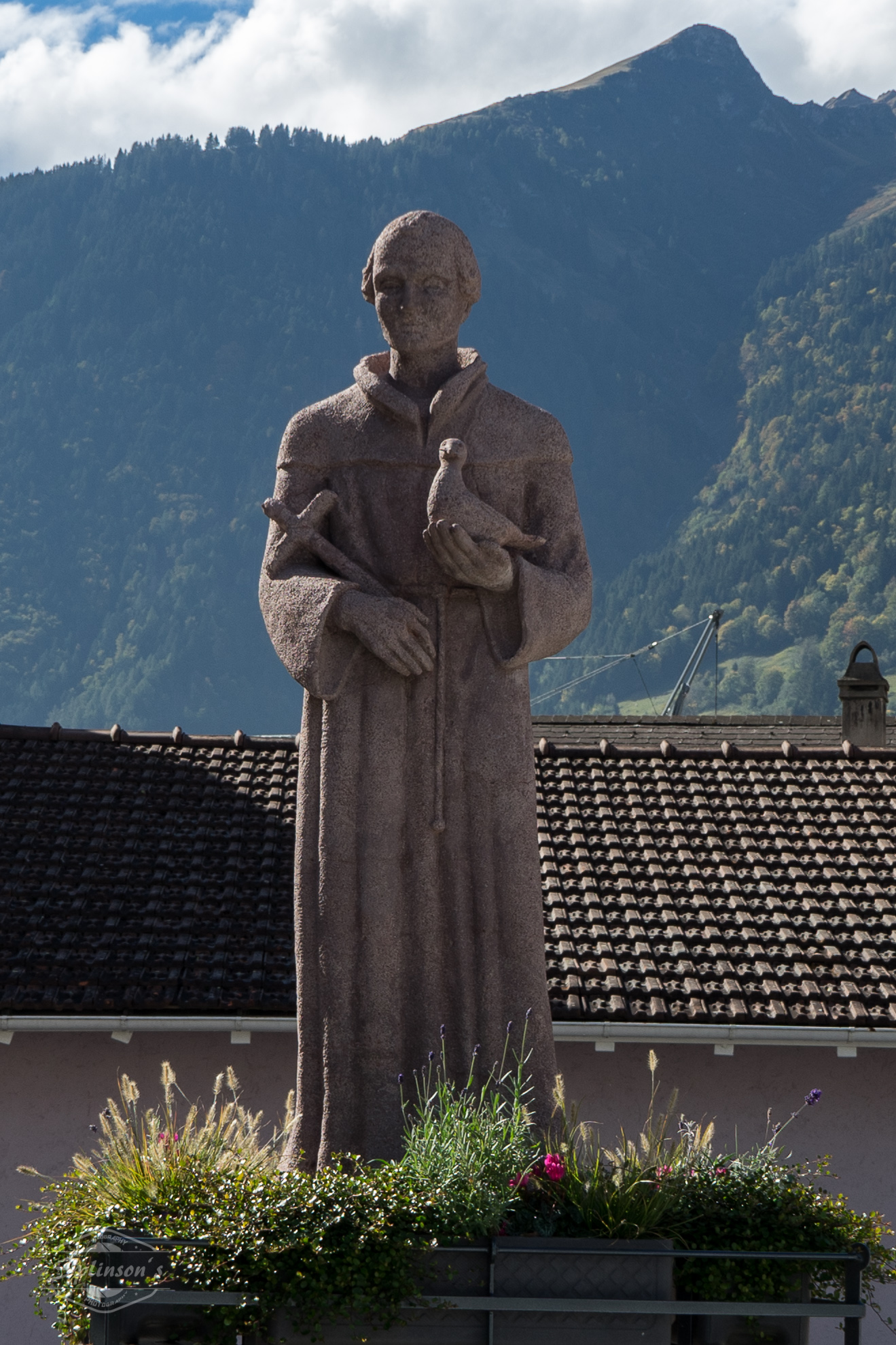
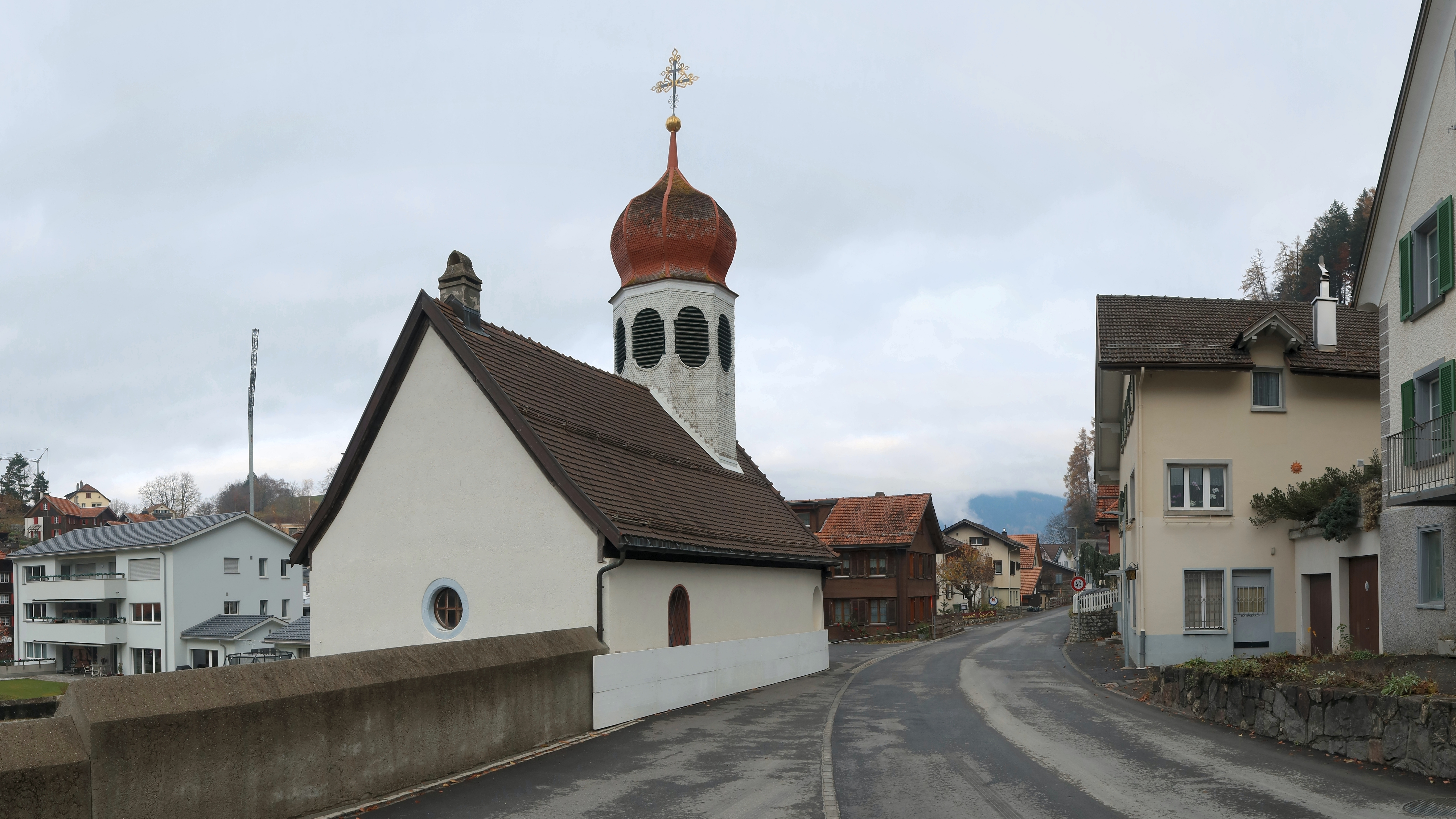
Капличка у Пфеферсі
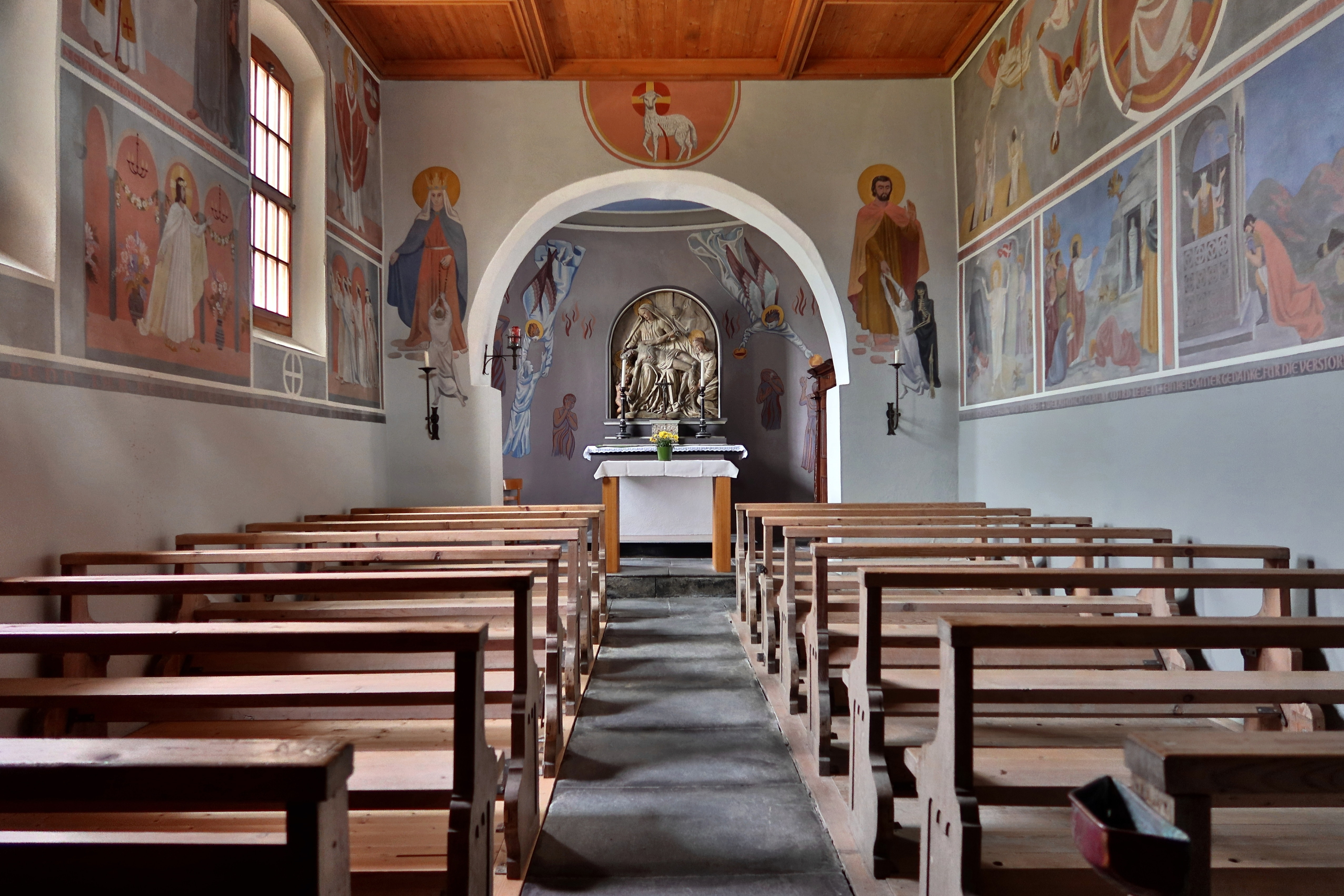
Всередині каплички
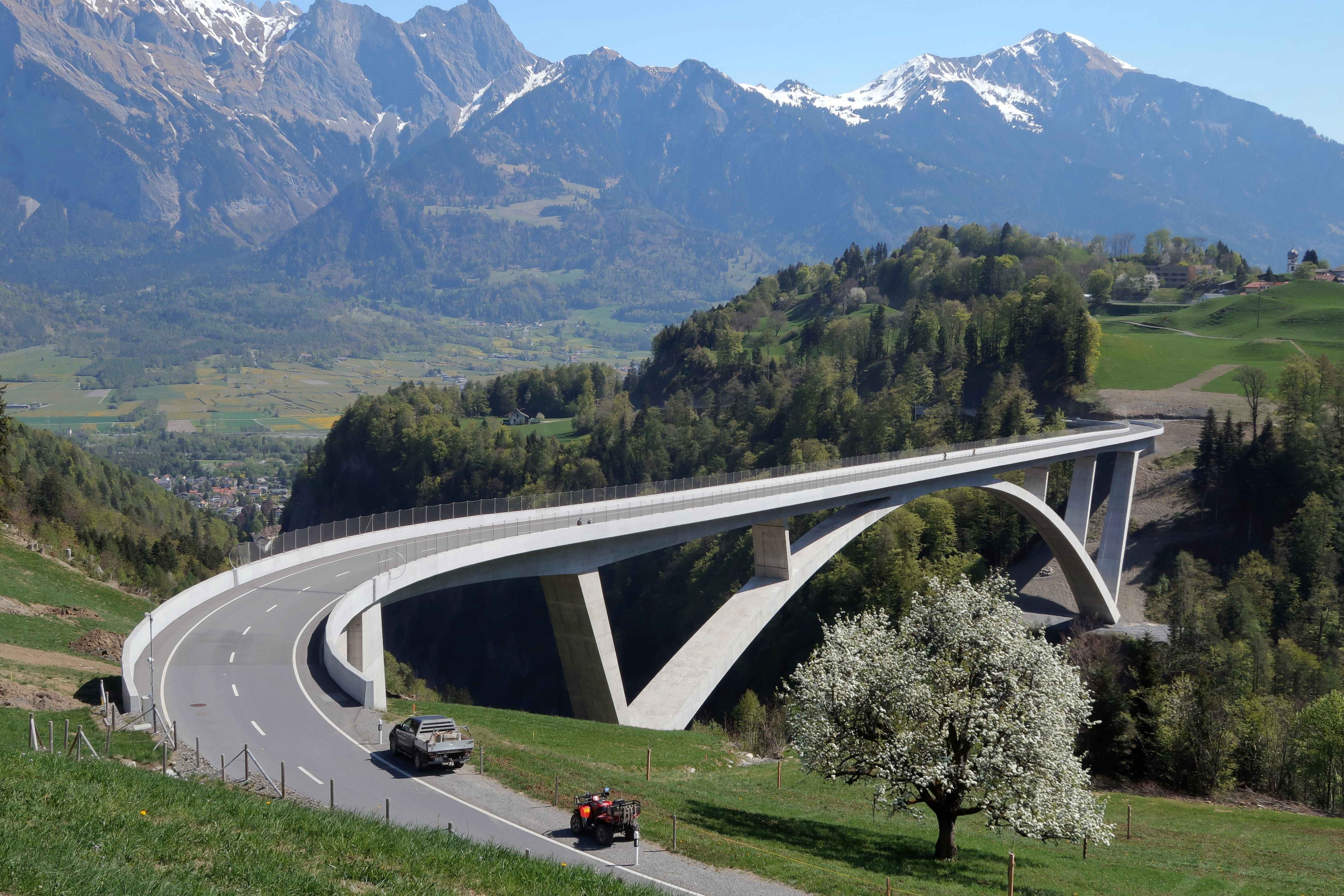
Міст Тамінабрюке
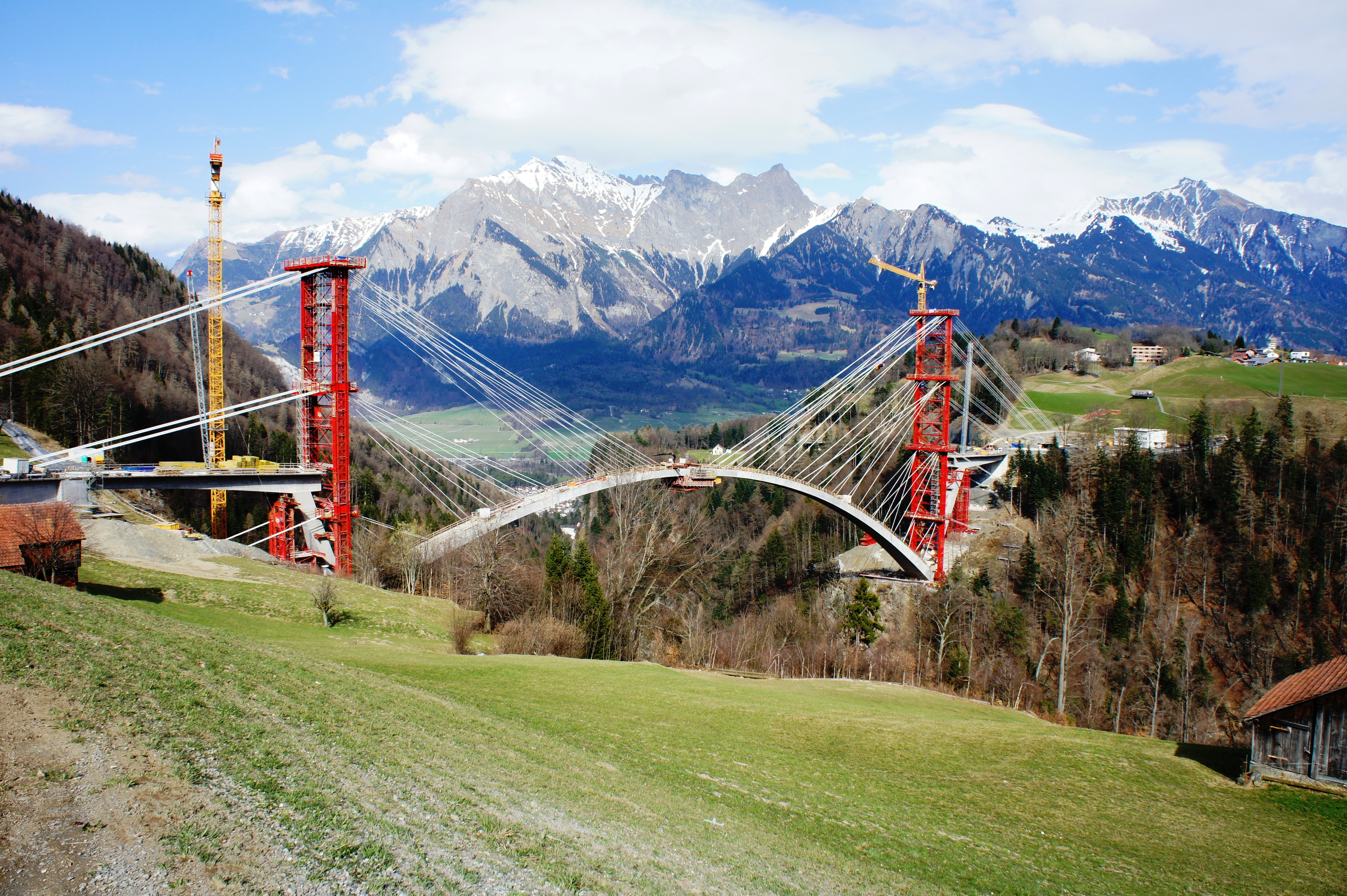
Будівництво моста